# NGC 652
NGC 652 is een spiraalvormig sterrenstelsel in het sterrenbeeld Vissen. Het hemelobject werd op 22 oktober 1886 ontdekt door de Amerikaanse astronoom Lewis A. Swift.

## Synoniemen
- PGC 6208
- UGC 1184
- MCG 1-5-17
- ZWG 412.14
- NPM1G +07.0048
- IRAS01380+0743